# Зверь (фильм, 1988)
«Зверь» (англ. The Beast) — американский художественный кинофильм 1988 года, посвящённый афганской войне. Сценарий основан на пьесе Уильяма Мастросимоне.

## Сюжет
1981 год, Афганистан. Несколько советских танков проводит карательную акцию против пуштунского кишлака, где нашёл себе приют отряд моджахедов. Во время отхода один из танков отстаёт от основного отряда. Экипаж танка состоит из пяти человек, четырёх советских военнослужащих и солдата-афганца. Вынужденные ночевать на враждебной территории, они разбивают лагерь. Ночью афганец Самад рассказывает Константину Коверченко, одному из советских танкистов, о принципах Пуштунвалая, кодекса чести пуштунских племён, в том числе и о Нанауатэх — обычае убежища. Согласно Нанауатэх, даже если враг обратится к пуштунам с просьбой о защите, те должны помочь ему.
В это время к разорённому кишлаку приходит афганец Тадж. Он обнаруживает, что в результате рейда советских танкистов убиты его отец и старший брат, а сам он стал новым ханом. Тадж решает мстить за смерть родичей. Вместе с двоюродным братом Мустафой и отрядом моджахедов они отправляются на поиски советского танка.
Командир танка подозревает Самада в предательстве и в конце концов убивает его из крупнокалиберного пулемёта. Когда Коверченко обещает написать рапорт о произошедшем после возвращения на базу, командир приказывает привязать Константина к скале и положить ему взведённую гранату под голову. Танк уезжает, а Коверченко остаётся ожидать смерти. Пытаясь отбиться от стаи диких собак, Константин приводит гранату в действие, но остаётся жив. Позже его находит группа афганских женщин и начинает забрасывать камнями, но, когда на место казни приходит отряд Таджа, Константин, вспомнив рассказ Самада, просит пуштунов о защите. В соответствии с принципом Нанауатэх Тадж берёт Коверченко под свою защиту.
На следующий день на выручку советских танкистов прилетает вертолёт, однако командир экипажа отказывается от эвакуации, пытаясь спасти боевую машину. Танк вновь начинает искать обратную дорогу, а экипаж вертолёта гибнет, напившись из отравленного колодца.
Афганцы и Константин обнаруживают танк и начинают на него охоту. Бегом нагоняют едущий танк и загоняют его в скалы. В конце концов Константину удаётся повредить танковое орудие из РПГ-7. Несмотря на это, танку удаётся вырваться из ловушки моджахедов, однако при прохождении скального прохода взрыв, устроенный пуштункой, заваливает танк камнями. Экипаж выбирается из боевой машины, и Константин пытается спасти своих бывших товарищей, моля Таджа пощадить их. Тадж соглашается, двум членам экипажа удаётся спастись, а командира забивают камнями афганские женщины.
В финале за Коверченко прилетает советский вертолёт, и он, бросив душманов, возвращается к своим.

## Отзывы
- «Cinema» описывает фильм как «простую клише-версию войны в Афганистане»[4].
- «Энциклопедия международного фильма»: «Жёсткий фильм о войне с авантюрными чертами, который меньше посвящён анализу политической ситуации как образцовой трактовки дегуманизации войной; стереотипная формальная реализация оставляет неоднозначное впечатление»[5].

## В ролях
| Актёр                | Роль                   |
| -------------------- | ---------------------- |
| Джордж Дзундза       | Даскал, командир танка |
| Джейсон Патрик       | Константин Коверченко  |
| Стивен Болдуин       | Антон Голиков          |
| Дональд Патрик Харви | Каминский              |
| Эрик Авари           | Самад                  |
| Стивен Бауер         | Тадж-хан               |
| Шейм Жераффи         | Мустафа                |
| Шоши Марциано        | Шерина                 |
| Давид Шеррилл        | Коволов                |
| Моше Вапник          | Хасан                  |